# Ordine Piano
L'Ordine Piano (pronunciato /piˈano/ e chiamato anche Ordine di Pio IX) è attualmente il primo Ordine cavalleresco regolarmente conferito della Santa Sede. Seguendo per dignità gli ordini Supremo del Cristo e della Milizia Aurata, entrambi quiescenti, ad oggi è la più alta onorificenza conferita dalla Santa Sede.

## Storia

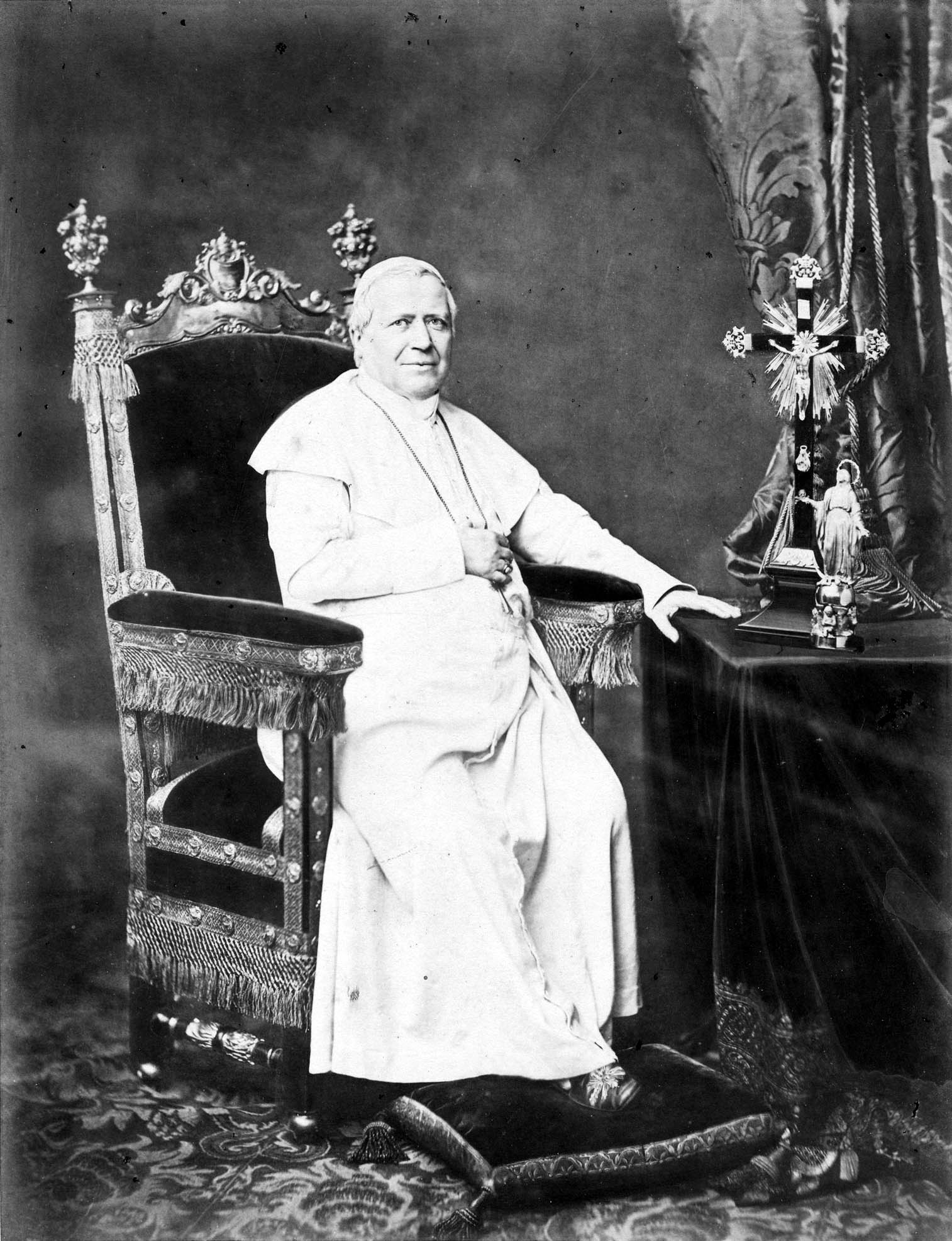
Papa Pio IX, fondatore dell'Ordine omonimo.

L'Ordine Piano venne fondato il 17 giugno 1847 da papa Pio IX con il breve Romanis Pontificibus per ricordare il suo primo anniversario di regno, ponendosi come continuazione degli antichi "Cavalieri Pii" o Piani o Partecipanti istituiti da papa Pio IV con la bolla Pii patris amplissimi del marzo 1559. Questi nobili cavalieri formavano la corte laica del Romano Pontefice, essendo definiti partecipanti proprio perché "partecipavano" alla vita del Pontefice, offrendogli la scorta e risiedendo, spesso, nel palazzo apostolico; spesso condividevano la mensa con il Pontefice e lo accompagnavano al pari dei camerieri segreti di cappa e spada. In buona sostanza, si tratta del braccio equestre della famiglia pontificia.
Con il successivo breve Cum Hominum Mentes del 17 giugno 1849, venne confermato l'antico privilegio per cui l'appartenenza all'Ordine Piano conferiva la nobiltà personale, creandolo dunque l'unico nobilitante della Santa Sede Apostolica. Con altro Breve dell'11 novembre 1856, lo stesso Romano Pontefice divise l'Ordine in tre classi: Cavalieri di Gran Croce, Commendatori e Cavalieri, ma il privilegio nobiliare continuò ad essere appannaggio delle prime due classi Gran Croce (con nobiltà ereditaria e quindi trasmissibile) e Commendatori (con nobiltà personale), mentre per la terza classe, quella dei cavalieri, non veniva fatta menzione della nobiltà nella lettera apostolica.
Con la riforma e restaurazione degli Ordini Equestri Pontifici avvenuta sotto il pontificato di papa Pio X, con il Breve Multum ad excitandos del 7 febbraio 1905, per l'Ordine Piano venne creata una nuova classe, quella dei Commendatori con placca, che corrisponde di norma negli Ordini cavallereschi, alla classe dei Grandi Ufficiali.
L'Ordine Piano venne poi nuovamente riformato da papa Pio XII, con la Bolla dell'11 novembre 1939 che soppresse la nobiltà per gli appartenenti alla predetta Istituzione. Sul piano storico, il Cavalierato di Gran Croce dell'Ordine Piano ha ricoperto, quale titolo della Santa Sede esclusivo per la Classe nobiliare, dalla rifondazione di Pio IX alla denobilitazione voluta da Pio XII nel 1939, il ruolo che fu della Milizia Aurata prima della riforma di Gregorio XVI, ossia quello di titolo di rango e nobilitazione (destinato solo a membri di famiglie vantanti condizione gentilizia) della Santa Sede dal XVI secolo al 1841.

## Antefatti storico-giuridici
La Milizia Aurata o Speron d'Oro è stata "usata" quale titolo di rango e nobilitazione fino al 1841 (denobilitazione di Gregorio XVI e Confermatio di Pio X), unico conferimento della Santa Sede a riconoscere nobiltà gentilizia e a concedere nobiltà ereditaria, sostituito poi, e con analogo valore, dall'Ordine Piano e in particolare dal Cavalierato di Prima Classe, poi di Gran Croce, fondato da Pio IX e anch'esso denobilitato da Pio XII nel 1939.

## Attuale organizzazione
Dopo l'Ordine Supremo del Cristo e dello Speron d'Oro, attualmente quiescenti, oggi l'Ordine Piano è il più prestigioso ordine equestre pontificio regolarmente conferito ai laici.
Vanta la precedenza nelle cerimonie sull'Ordine di San Gregorio Magno e sull'Ordine di San Silvestro Papa, nonché sull'Ordine Equestre del Santo Sepolcro di Gerusalemme e sull'Ordine di Malta; negli alti ruoli è di conferimento protocollare, viene riconosciuto ai Capi di Stato in visita presso la Santa Sede, ai capi di Governo, ai Ministri ed al Corpo diplomatico dopo un periodo di permanenza a Roma.
Il titolo di Cavaliere è concesso con estrema parsimonia, i conferimenti vanno a fedeli cattolici di distinta condizione, quasi sempre appartenenti ad antiche Casate nobiliari europee, in seguito a servigi di alto profilo resi alla Santa Sede Apostolica o direttamente alla persona del Pontefice.
Viene concesso dopo segnalazione del nunzio apostolico o, assai più frequentemente, per motu proprio del Pontefice. Ovviamente non è possibile candidarsi, essendo la segnalazione e la pratica un atto interno vaticano. L'autosegnalazione è anzi causa di esclusione per ogni onorificenza pontificia.
Tutti i conferimenti, trattandosi di onorificenza statuale di prima classe secondo i manuali diplomatici internazionali, sono redatti sotto la forma solenne del breve pontificio, su pergamena, con il sigillo della Sede Apostolica, le chiavi decussate ed il triregno, e la firma del cardinale Segretario di Stato.

## Privilegi
Come per gli altri Ordini Equestri Pontifici, l'uso dell'uniforme offre al Cavaliere il privilegio di scortare il vescovo all'ingresso ed all'uscita della Cattedrale, a sedersi alla destra dell'altare, ponendo la sciabola a terra e mantenendo la feluca in capo parimenti alla mitria del vescovo. Anche durante le celebrazioni il cavaliere dell'Ordine Piano ha la precedenza sugli altri insigniti di cavalierati pontifici di San Gregorio e di San Silvestro, nonché sui cavalieri dell'Ordine di Malta ed ai cavalieri dell'Ordine Equestre del Santo Sepolcro di Gerusalemme. Dà inoltre diritto al titolo di N.H. (nobiluomo), alla precedenza e passo su tutti gli altri laici nei Palazzi apostolici e negli edifici religiosi ed agli onori militari da parte della Guardia Svizzera e della Gendarmeria Vaticana.
L'insignito può sospendere l'insegna dell'Ordine alle proprie armi di famiglia. Qualora non fosse di nascita nobile o non possedesse un blasone, l'assegnazione del cavalierato dell'Ordine Piano conferisce all'insignito il diritto di crearsi uno stemma araldico.
In forza dei trattati bilaterali del 1929 rinnovati nel 1984, è onorificenza riconosciuta anche dalla Repubblica Italiana con tutti i suoi privilegi e trattamenti protocollari e diplomatici.

## Insegne ed uniforme
- Cavaliere e Dama di Collare: portano un collare d'oro appoggiato sulle spalle con, in corrispondenza del petto, una placca raggiata con l'insegna dell'Ordine. È riservato ai Capi di Stato in visita alla Santa Sede.
- Cavaliere e Dama di Gran Croce: che indossano una sciarpa turchina, con due liste verticali rosse, portata ad armacollo sulla spalla destra dalla quale pende la croce con le insegne dell'Ordine; sul petto portano una grande placca raggiata in diamanti con le medesime insegne. È riservata ai capi di Governo e ai Ministri degli Affari Esteri in visita alla Santa Sede.
- Commendatore e Dama di Commenda con Placca: che oltre alla stella, portano anche una placca sul petto. Per ambasciatori e ministri plenipotenziari di stanza a Roma.
- Commendatore e Dama di Commenda: che portano la decorazione sospesa da un nastro, al collo. È riservata a funzionari diplomatici di alto rango.
- Cavalieri e Dame: che portano la medaglia sul petto. È per insigni e benemeriti, di distintissima e spesso nobile nascita, che hanno illustrato o servito la Santa Sede con meriti eccezionali. I conferimenti sono rarissimi.

|           |              |                         |                         |                      |
| Cavaliere | Commendatore | Commendatore con Placca | Cavaliere di Gran Croce | Cavaliere di Collare |

## Insegna
- La medaglia consiste in una stella d'oro ad otto punte smaltata di blu, nei cui spazi intermedi si trovavano delle fiamme dorate. Sul medaglione centrale, smaltato di bianco, si trovava il nome del fondatore circondato dal motto Virtuti et Merito ("Virtù e Merito"). Il recto riporta la data di fondazione dell'Ordine Anno 1847. Il nastro è blu scuro con due bande rosse ai bordi.
- La placca è composta di una stella d'oro di otto punte smaltata di blu, nei cui spazi intermedi si trovano delle fiamme dorate. Viene portata sulla parte sinistra del petto.
- Il nastro è blu con due strisce rosse per lato.
- L'uniforme storica consisteva in una divisa blu finemente lavorata con decorazioni in oro, pantaloni bianchi ed una feluca nera piumata di bianco per cappello. L'uniforme attuale è di panno blu scuro con paramani, colletto e revers di raso rosso, finemente lavorata in oro a seconda del grado. Si completa di speroni, cintura e sciabola dorati, guanti bianchi e feluca nera con galloni dorati piumata di bianco. L'uso dell'uniforme è raccomandato in tutte le cerimonie pontificie, comunque alla presenza del Sommo Pontefice, durante le messe solenni, i pontificali e le processioni.

## Insigniti dell'Ordine Piano

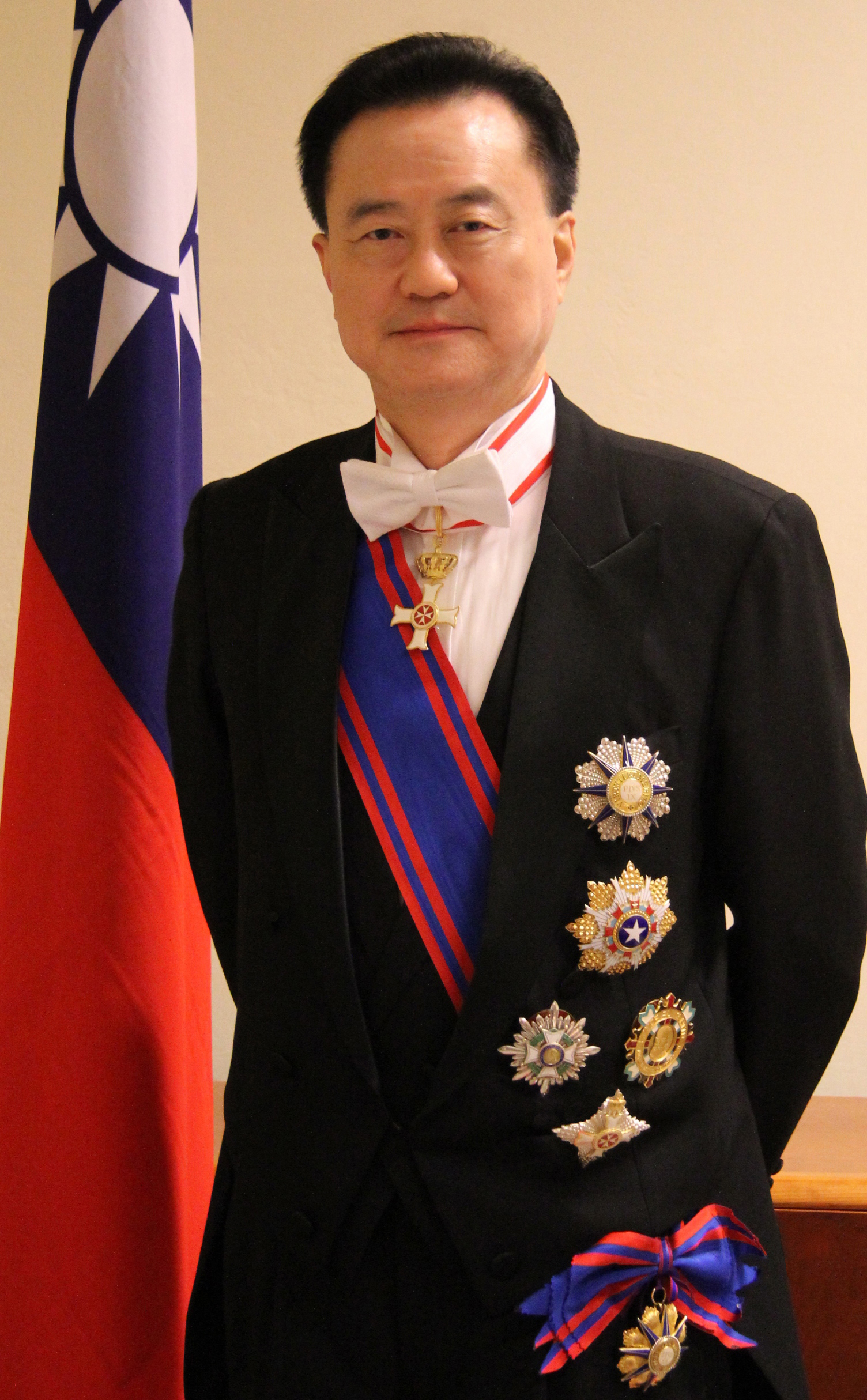
L'ambasciatore della Repubblica di Cina presso la Santa Sede, Larry Wang, mentre indossa la fascia e la stella di gran croce dell'Ordine Piano.

L'Ordine Piano è stato in passato conferito a personalità non cattoliche come l'imperatore d'Etiopia Hailé Selassié I, a Primi ministri del Regno delle Due Sicilie (Giustino Fortunato, Serracapriola) o ad esponenti del fascismo (Benito Mussolini, Galeazzo Ciano). In anni recenti è stato conferito a tutti i presidenti della Repubblica Italiana (Francesco Cossiga, Oscar Luigi Scalfaro, Carlo Azeglio Ciampi, Giorgio Napolitano, Sergio Mattarella) e ad ufficiali della Guardia svizzera pontificia.
Di seguito alcuni esempi di decorati storici dell'Ordine:
- Sergio Mattarella, presidente della Repubblica italiana
- Giorgio Napolitano, presidente emerito della Repubblica italiana
- Carlo Azeglio Ciampi, presidente emerito della Repubblica italiana
- Oscar Luigi Scalfaro, presidente emerito della Repubblica italiana
- Francesco Cossiga, presidente emerito della Repubblica italiana
- Juan Carlos I di Spagna, ex re di Spagna
- Alberto II del Belgio, ex re del Belgio
- Carlo XVI Gustavo di Svezia, re di Svezia
- Enrico di Lussemburgo, granduca di Lussemburgo
- Hailé Selassié, imperatore d'Etiopia
- Amhà Selassié, imperatore d'Etiopia
- Juan Domingo Perón, presidente della Repubblica argentina
- Robert Schuman, presidente del Consiglio di Francia
- Silvio Berlusconi, presidente del Consiglio dei ministri della Repubblica italiana
- Massimo D'Alema, presidente del Consiglio dei ministri della Repubblica italiana
- Benito Mussolini, capo del Governo, Primo ministro segretario di Stato del Regno d'Italia
- Giustino Fortunato, presidente del Consiglio dei ministri del Regno delle Due Sicilie
- Nicola Maresca Donnorso di Serracapriola, presidente del Consiglio dei Ministri del Regno delle Due Sicilie
- Franz von Papen, politico cattolico tedesco, cancelliere della Repubblica di Weimar
- Franco Frattini, Ministro degli Affari esteri della Repubblica italiana
- Gianfranco Fini, presidente della Camera dei Deputati, Ministro degli affari esteri della Repubblica italiana [7]
- Jean-Pierre Mazery, Gran Cancelliere e Ministro degli esteri del Sovrano Militare Ordine di Malta
- Galeazzo Ciano, Ministro degli Affari esteri del Regno d'Italia
- Roberto Maroni, Ministro dell'interno della Repubblica italiana[8]
- Gianni Letta, Segretario di Stato alla Presidenza del Consiglio dei ministri della Repubblica italiana
- Francesco Babuscio Rizzo, ambasciatore d'Italia
- Ottavio Thaon di Revel, Ministro delle finanze del Regno d'Italia
- Josef Radetzky, feldmaresciallo austro-ungarico
- Alexandros Karatheodoris, principe di Samo, diplomatico ottomano
- Miles Stapleton-Fitzalan-Howard, XVII duca di Norfolk, militare e primo Pari cattolico del Regno Unito
- Bernardo Quaranta, archeologo, segretario perpetuo dell'Accademia Ercolanese
- Alfredo Pontecorvi, direttore della Direzione di Sanità e Igiene, Stato Città del Vaticano
- Alois Estermann, ufficiale della Guardia svizzera pontificia
- Robert Nünlist, ufficiale della Guardia svizzera pontificia
- Jules Repond, ufficiale della Guardia svizzera pontificia
- Louis-Martin de Courten, ufficiale della Guardia svizzera pontificia